# Iwan Funew

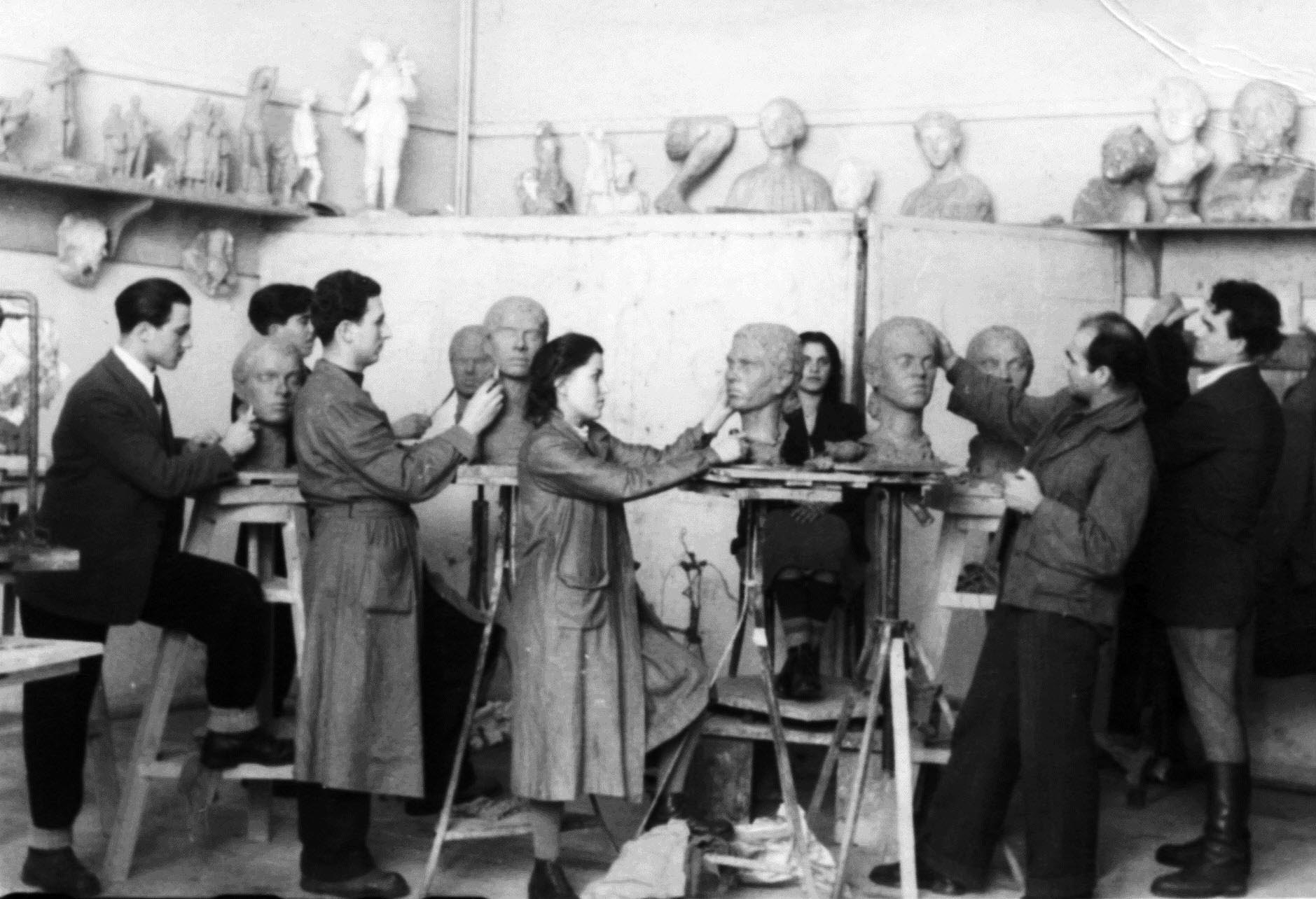
Atelier Funews an der Nationalen Kunstakademie im Dezember 1949

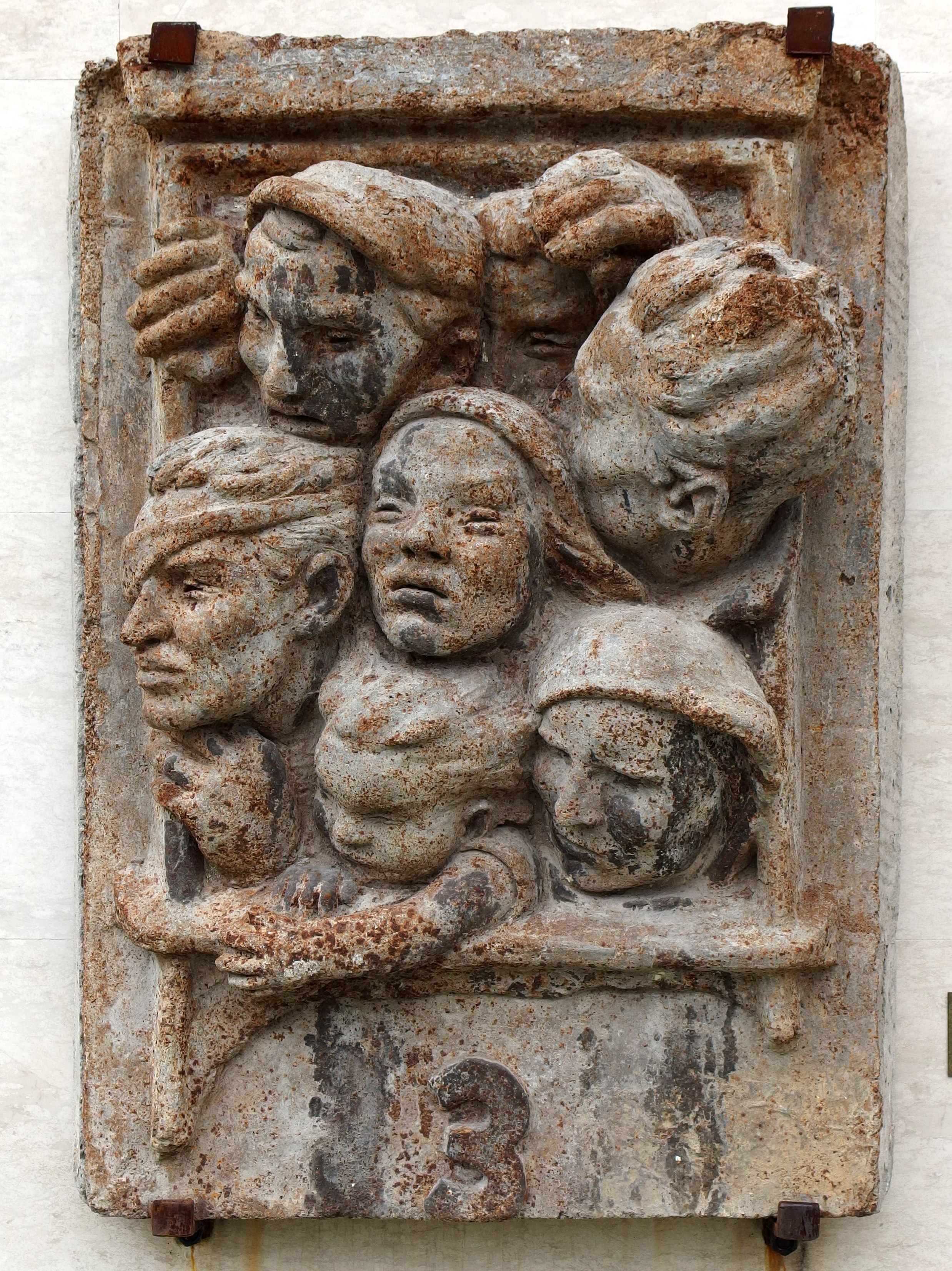
Relief Dritte Klasse

Iwan Zenow Funew (bulgarisch Иван Ценов Фунев; * 24. Juli 1900 in Gorna Beschowiza; † 21. Juli 1983 in Sofia) war ein bulgarischer Bildhauer.

## Leben
Er absolvierte im Jahr 1930 an der Kunsthochschule Sofia bei Scheko Spiridonow ein Studium der Bildhauerei. 1939 studierte er in Rom, 1940 in Paris. Ab 1945 war er als Professor an der Kunstakademie Sofia tätig.
Funew schuf Akte sowie Büsten bulgarischer Künstler. Ein wichtiger Schwerpunkt lag auf Werken mit politischem, sozialistischem Anspruch.
Er wurde als Held der Sozialistischen Arbeit und mit dem Orden Georgi Dimitrow und dem Dimitroffpreis ausgezeichnet.

## Werke (Auswahl)
- Arbeiterkorrespondenten, 1932
- Dritte Klasse, Relief, 1935
- Der siegreiche Arbeiter, 1958